# 西奥多·O·迪纳
西奥多·O·迪纳（英語：Theodor O. Diener，1921年2月28日—2023年3月28日），在美國工作的瑞士植物病理學家，他在1971年從馬鈴薯紡錘塊莖病發現類病毒，也是第一個發現類病毒的人，1977年当选美国国家科学院院士。